# Theridion grecia
Theridion grecia là một loài nhện trong họ Theridiidae.
Loài này thuộc chi Theridion. Theridion grecia được Herbert Walter Levi miêu tả năm 1959.